# Grouvelleus bicolor
Grouvelleus bicolor là một loài bọ cánh cứng trong họ Phalacridae. Loài này được Pic mô tả khoa học năm 1923.